# Nitro (catch)
Pour les articles homonymes, voir Nitro.
Nitro, né le 15 août 1966, est un catcheur (lutteur professionnel) mexicain, actuellement sous contrat avec la Consejo Mundial de Lucha Libre.

## Carrière

### Consejo Mundial de Luncha Libre (1992-...)
Le 25 mars 2005, le trio remporte les Mexican National Trios Championship en battant Safari, El Felino, et Volador Jr..
Le 1er octobre 2006, il bat El Pantera et remporte le IWRG Intercontinental Middleweight Championship. 
En 2008, il crée le clan Los Gurreros Tuareg.
Lors de APC Show De Lucha Libre 2015, il perd contre Hellmer Lo Guennec et ne remporte pas le APC Championship.
Lors de APC LuchaMania III, lui et Dick Riviere battent Montero'Salem (Rick Salem et Thiago Montero) et Rivality (MBM et Ultima Sombra) et remportent les APC Tag Team Championship.

## Palmarès
- Association les Professionnels du Catch
  - 1 fois APC Tag Team Championship avec Dick Riviere

- Consejo Mundial de Lucha Libre
  - 1 fois Mexican National Trios Championship avec Doctor X et Sangre Azteca[5]

- International Wrestling Revolution Group
  - 1 fois IWRG Intercontinental Middleweight Championship